# Стелс-вірус

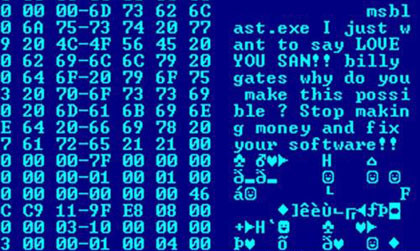
Комп'ютерний вірус

Стелс-вірус (англ. Stealth virus — вірус-невидимка) — вірус, який повністю або частково приховує свою присутність в системі, шляхом перехоплення звернень до операційної системи, що здійснює читання, запис, читання додаткової інформації про заражені об'єкти (завантажених секторах, елементах файлової системи, пам'яті і т. д.)

## Історія походження
Стелс-віруси отримали свою назву від стелс-технологій, які в основному застосовувалися і застосовуються в літаках. Стелс-технології призначені для зменшення помітності об'єкта. Стелс-технології в літаках мають одне призначення — убезпечити літак від об'єктів ППЗ і винищувачів. Для цього літак роблять таким чином, щоб він не був помітний в радіолокаційному, інфрачервоному та інших областях спектра виявлення. Прекрасним прикладом життєздатності стелс-технологій став перший стелс-літак — Lockheed F-117 Nighthawk.
Цей літак появився у 1991 році. Спочатку були помітні його дії, але самого літака ніхто не бачив. Літак був непомітний ні в одному спектрі виявлення, тому що завдяки своїй специфічній формі літак відбивав промені радарів куди завгодно, але тільки не назад в локатор. Чорний колір літака робив його малопомітним для винищувачів, якщо додатково врахувати, що ці літаки літали тільки вночі. Даний літак використовували в операції «Буря в пустелі». Цей приклад стелс-технологій нині використовують комп'ютерні віруси.
Першим стелс-вірусом прийнято вважати вірус англ. Frodo. Авторами стали два брати програміста, які написали цей вірус у 1987 році. В назві відображено ім'я персонажа книги «Володар перснів». Вірус умів замінювати заражену ділянку незараженим оригіналом в моменти звернення до нього антивірусної програми. Завдяки своїй оригінальності антивірусні програми досить довгий час не могли знешкодити його. Тому це спричинило невелику вірусну епідемію.

## Види Stealth-вірусів
Завантажувальний вірус перехоплює функцію ОС, призначену для посекторного доступу до дисків, з метою «показати» користувачеві або програмі-антивірусу оригінальне вміст сектора до зараження.
Файловий вірус перехоплює функції читання/установки позиції в файлі, читання/запису в файл, читання каталогу і т. д.. Щоб приховати збільшення розміру заражених програм; перехоплює функції читання/ запису/ відображення файлу в пам'ять, щоб приховати факт зміни файлу.
Макровіруси. Реалізувати стелс-алгоритм в макровіруси досить просто, потрібно заборонити виклик меню File/Templase або Tools/Macro, досягти цього можна видаленням пунктів меню зі списку або їх підміною на макроси File Templase і Tools Macro. Також стелс-вірусами можна назвати макровіруси, які свій основний код зберігають не в самому макросі, а в інших областях документа.
До відомих Stealth-вірусів відносяться такі віруси, як Virus.DOS.Stealth.551, Exploit.Macro.Stealth, Exploit.MSWord.Stealth, Brain, Fish # 6.
Одним з перших стелс-вірусів прийнято вважати RCE-04096, який був розроблений в Ізраїлі в кінці 1989 р Назва «Frodo» вказує на наявність бут-сектора вірусу в своєму коді, хоча він не записує своє тіло в бут-сектор.

## Способи боротьби зі Stealth-вірусами
Для пошуку stealth-вірусів рекомендується здійснити завантаження системи з гнучкого диска і провести видалення вірусних програм. (Перевстановлення системи — low форматування)
Антивіруси-поліфаги ефективні в боротьбі з уже відомими вірусами, тобто чиї методи поведінки вже знайомі розробникам і є в базі програми. Якщо вірус невідомий, то він залишиться непоміченим. Головне в боротьбі з вірусами — якомога частіше оновлювати версії програми і вірусні бази.